# Лисичка справжня
Лисичка справжня, або Лисичка звичайна (Cantharellus cibarius Fr.) — гриб з родини лисичкових (Cantharellaceae).

## Зовнішній вигляд

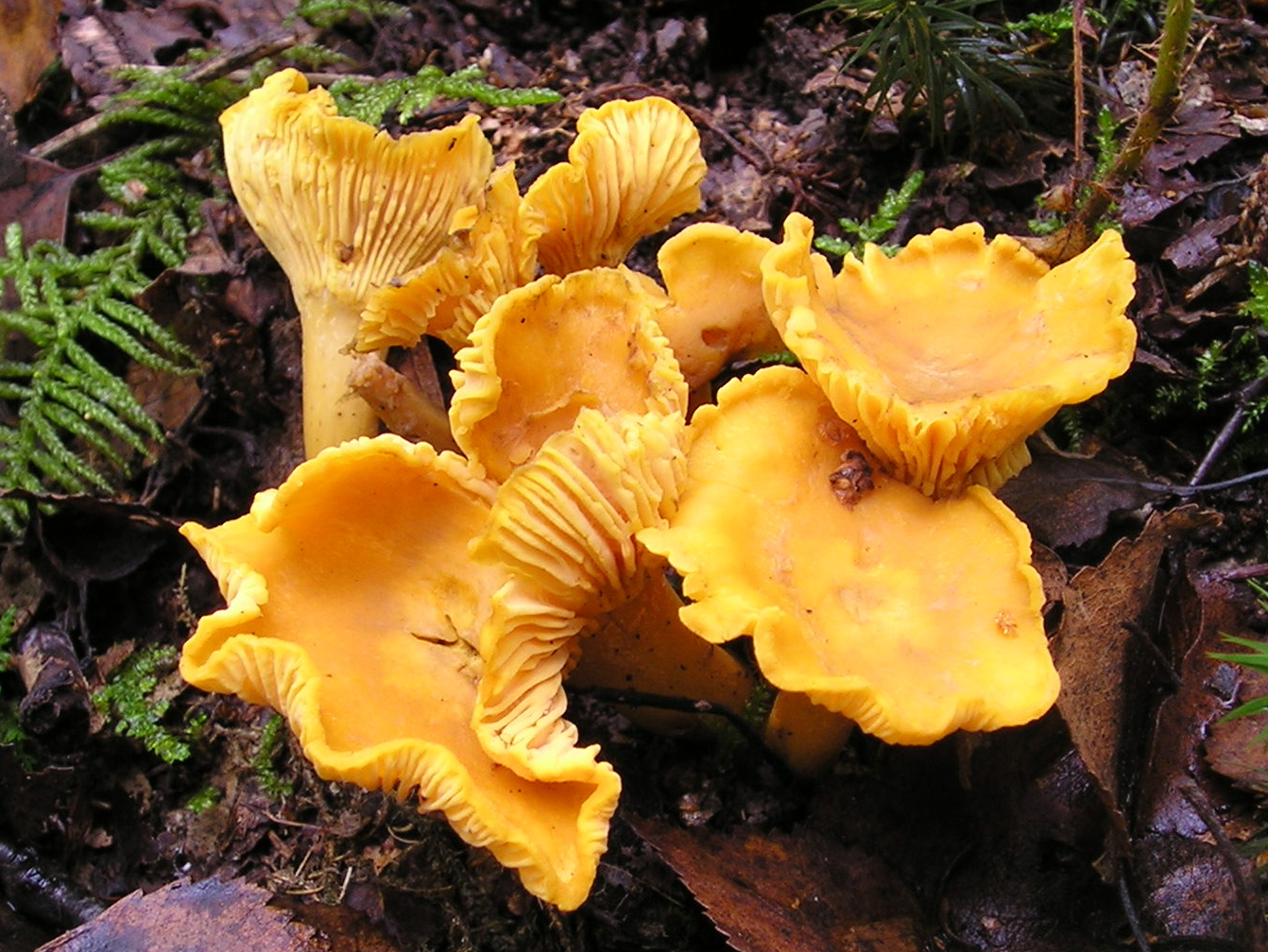

Шапка 2,5-5 см у діаметрі, опукла, плоска або увігнута, лійкоподібна, часто асиметрична, жовта, гладенька. Пластинки вузькі, складчастоподібні, з численними анастомозами, жовті. Спори 7,5-9,5 Х 3,5-5 мкм. Ніжка коротка, 2-4 см завдовжки, кольору шапки, звужена до основи, суцільна, гладка. М'якоть щільна, як гумова, біла, рідше — злегка жовта, з приємним запахом і смаком. Має значний вміст вітаміну В2. Гіменофор у вигляді розгалужених, товстих, які сходять на ніжку, складок.
Досвідченими грибниками підмічено, що цей вид гриба не буває червивим навіть у перезрілому стані. Лисички справжні досить швидко ростуть у вологу погоду, в них формується багато плодових тіл, а в суху — процес призупиняється.

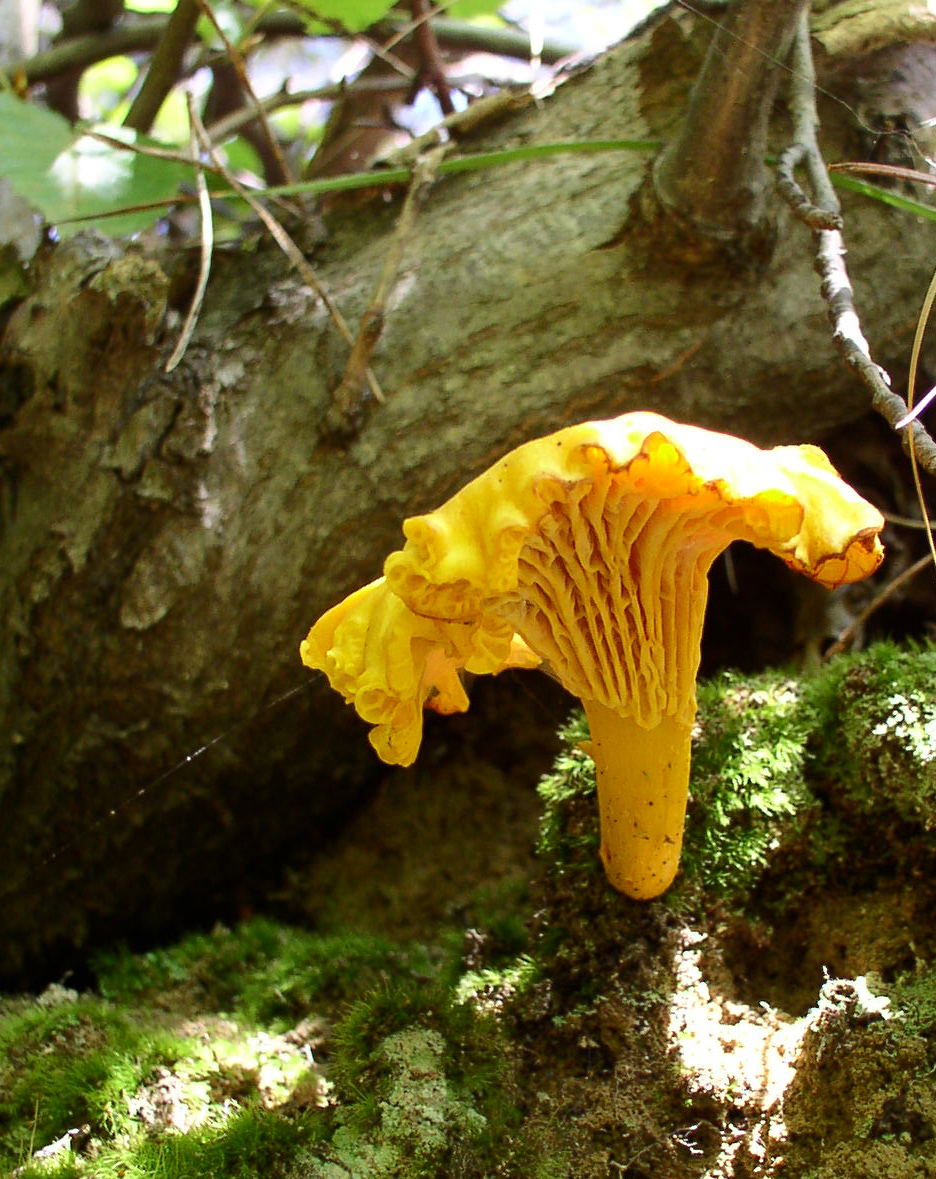

До лисички справжньої подібна лисичка несправжня, яка чітко відрізняється кольором м'якоті — у несправжньої він жовто-помаранчевий або блідо-рожевий.

## Поширення та середовище існування
Поширена по всій Україні. Росте у хвойних і листяних лісах у липні — листопаді, віддає перевагу злегка зволоженим, добре освітленим, не дуже моховитим та зі слабким трав'янистим покривом місцям. Зростає найчастіше сім'ями, рідко — одинично. У борах і субборах масово плодоносить у дощову погоду.
Грибниця їх дуже гарно розвивається під деревами у лісі, майже не має цих грибів на галявинах і особливо у тих місцях, де слабко сформований трав'яний покрив.

## Практичне використання
Добрий їстівний гриб. Вживається свіжим, маринованим, солоним і сушеним. Має специфічний смак і аромат. Приємний, смачний гриб третьої категорії, але засвоюється важко. Містить вітаміни В2, С та ін. За вмістом каротину перевершує всі відомі гриби.
| Частина гриба | Свіжі гриби | Свіжі гриби   | Склад сухої речовини | Склад сухої речовини | Склад сухої речовини | Склад сухої речовини | Склад сухої речовини | Склад сухої речовини  | Склад сухої речовини |
| Частина гриба | Вода        | Суха речовина | Білки                | Жири                 | Манітол              | Цукор                | Клітковина           | Екстрактивні речовини | Зола                 |
| ------------- | ----------- | ------------- | -------------------- | -------------------- | -------------------- | -------------------- | -------------------- | --------------------- | -------------------- |
| Ніжка         | 88,23       | 11,77         | 28,35                | 4,72                 | 12,17                | 4,13                 | 38,04                | 4,16                  | 8,43                 |
| Шапинка       | 88,95       | 11,05         | 27,77                | 7,13                 | 13,13                | 3,98                 | 35,93                | 2,13                  | 9,93                 |

## Лисичка в кулінарії
Лисичка є цінним грибом із широким використанням в традиційній та сучасній кулінарії України. Лисичку маринують, солять а також смажать.
Смажені лисички добре поєднуються із кашами (кукурудзяна, гречана).

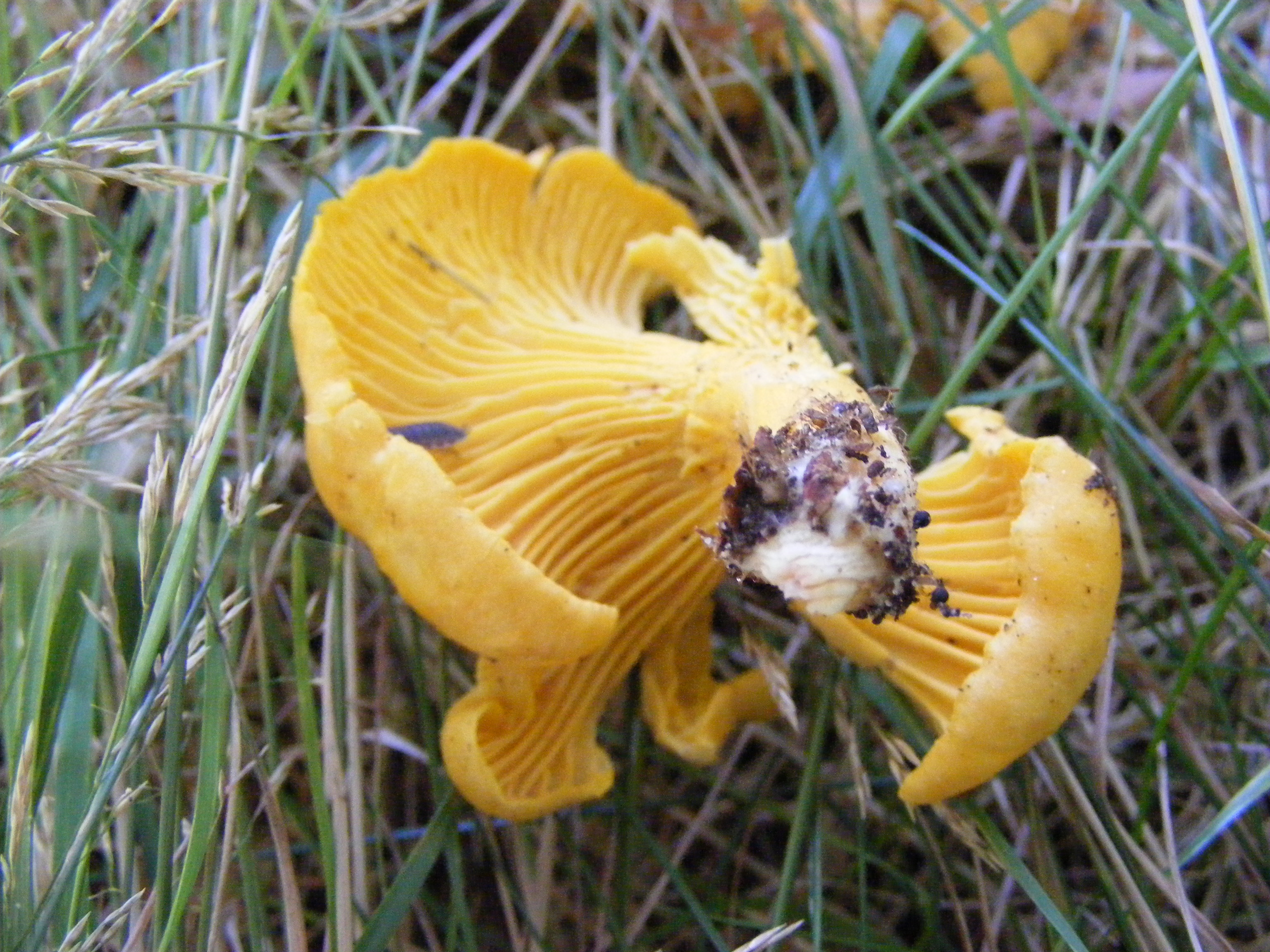

## Лисичка в культурі

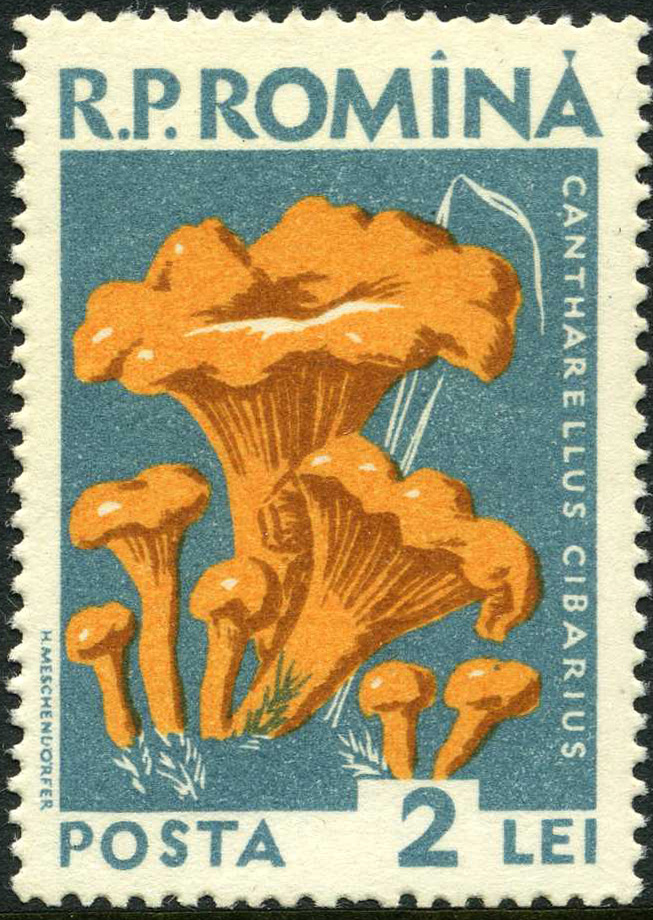

Цей яскравий та оригінальний за формою гриб зустрічається на поштових марках багатьох країн:
- Соціалістична Республіка Румунія, (1958)
- СРСР, (1964)
- НДР, (1980)
- Молдова, (1995)
- Білорусь, (2000)